# Ла-Фламангри (Эна)
Ла-Фламангри́ (фр. La Flamengrie) — коммуна во Франции, находится в регионе Пикардия. Департамент коммуны — Эна. Входит в состав кантона Вервен. Округ коммуны — Вервен.
Код INSEE коммуны — 02312.

## Население
Население коммуны на 2010 год составляло 1102 человека.
| 1962 | 1968 | 1975 | 1982 | 1990 | 1999 | 2010 |
| ---- | ---- | ---- | ---- | ---- | ---- | ---- |
| 1093 | 1041 | 951  | 1023 | 1073 | 1099 | 1102 |

## Экономика
В 2010 году среди 689 человек трудоспособного возраста (15—64 лет) 523 были экономически активными, 166 — неактивными (показатель активности — 75,9 %, в 1999 году было 65,2 %). Из 523 активных жителей работали 457 человек (247 мужчин и 210 женщин), безработных было 66 (30 мужчин и 36 женщин). Среди 166 неактивных 53 человека были учениками или студентами, 48 — пенсионерами, 65 были неактивными по другим причинам.